# Ютта Кірст
Ютта Кірст  (нім. Jutta Kirst, 10 листопада 1954) — німецька легкоатлетка, олімпійська медалістка.

## Виступи на Олімпіадах
| Олімпіада   | Дисципліна       | Місце |
| ----------- | ---------------- | ----- |
| Москва 1980 | стрибки у висоту | 3     |